# 루브르궁

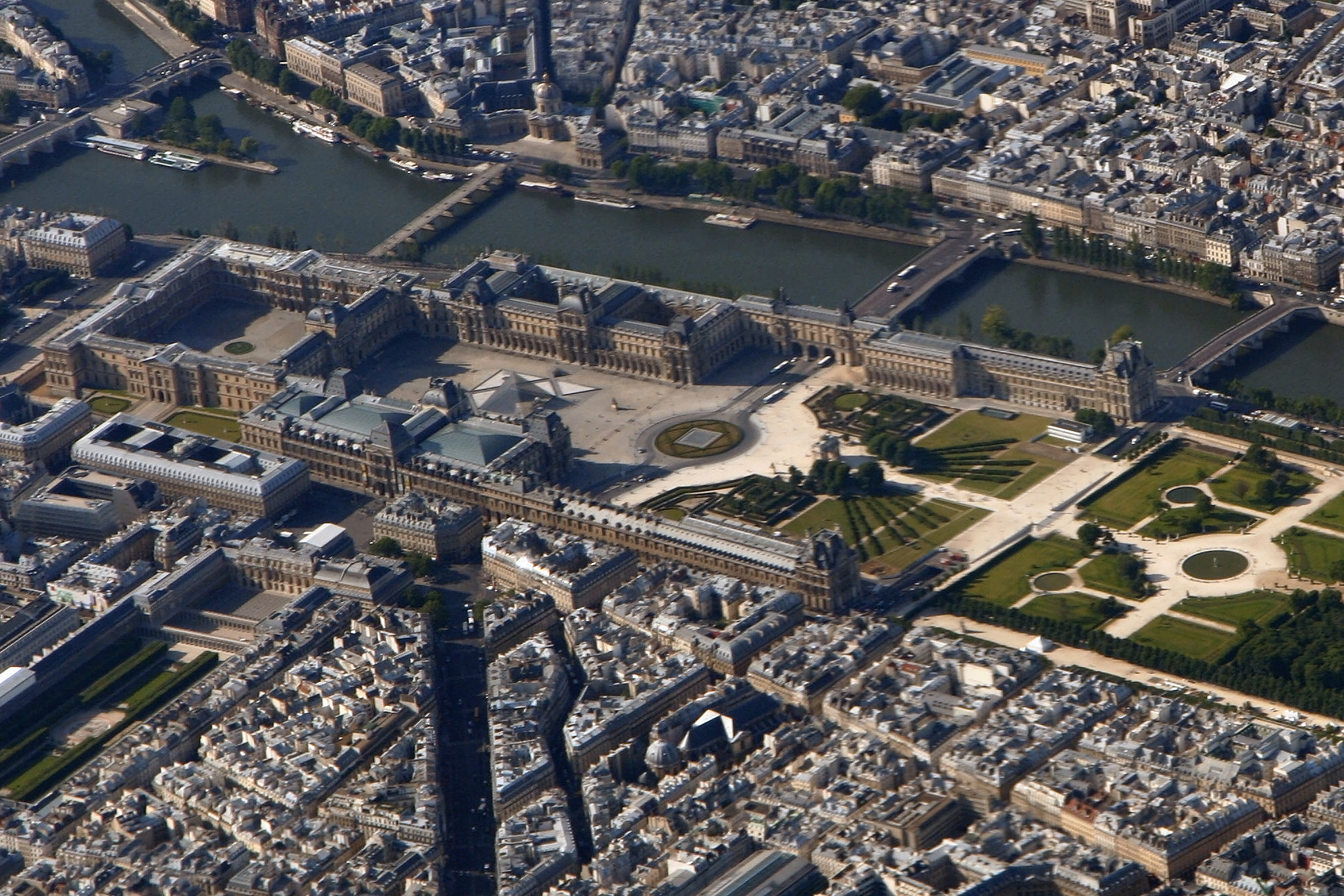
루브르 궁전

루브르 궁전(palais du Louvre)은 파리 1구 센강 우안에 위치해 있는 옛 궁전으로, 튀일리 정원과 생제르맹로세루아 성당 사이에 있다. 현재 루브르 박물관으로 사용되고 있다.
루브르 궁전의 축조는 파리의 역사와 떼려야 뗄 수 없다. 비록 궁전의 전반적인 계획은 르네상스 시기에야 구상되었으나, 루브르 궁전은 800년 이상의 시간에 걸쳐 축조되었다. 샤를 5세는 루브르 궁전의 지위를 가장 중요한 왕실 거처로 만들며 자신의 거처를 이곳으로 정했는데, 이는 루이 14세의 치세에 베르사유 궁전이 축조될 때까지 이어진다.
2018년 프랑스 인구의 1/4를 넘는 1020만명의 방문객이 방문한 루브르 궁전은 세상에서 가장 방문객이 많은 박물관이자 에펠탑을 제치고 프랑스에서 가장 방문객이 많은 문화 유산이다. 